# 츠와노노츠보네
츠와노노 츠보네 (일본어: 津和野局 つわの の つぼね[*], 생년 미상 - 겐키 2년 10월 6일 (1571년 10월 24일))는 센고쿠 시대 후기의 사람이다. 아키국의 센고쿠 다이묘ㆍ모리씨 당주인 모리 타카모토의 딸로, 모리 테루모토의 여자형제이며, 이와미국의 유력 고쿠진이자 모리씨를 섬겼던 요시미 히로요리의 정실이 되었다.

## 생애
아키국의 센고쿠 다이묘 모리씨의 당주인 모리 타카모토의 딸로 태어났다. 어머니는 나이토 오키모리의 딸로, 오오우치 요시타카의 양녀로서 타카모토에게 시집 온 오자키노츠보네이다. 생년은 알려져 있지 않지만, 미츠나리 쥰지는 츠와노노츠보네를 테루모토의 누나로 추측하고 있으며, 그 추측에 따르면 덴분 22년 (1553년) 이전 출생이 된다.
에이로쿠 5년 (1562년) 이전, 이와미국의 유력 고쿠진인 요시미 히로요리와 결혼했다. 츠와노노츠보네는 모리씨와 요시미씨의 융화에 힘을 썼으며, 히로요리와의 사이에서는 덴쇼 9년 (1581년)에 이요국 다이묘인 카와노 미치나오와 결혼, 후에 모리 모토야스 (스에츠구 모토야스)에게 재가한 장녀 야노노츠보네, 덴쇼 6년 (1578년) 5월 3일에 요절한 차녀 정수수각(正岫寿覚)이 태어났고, 아들은 얻지 못했다.
겐키 2년 (1571년) 10월 6일에 이와미국 츠와노에서 사망했고, 그 지역의 요메이지(陽明寺)에 묻혔다. 법명은 「妙悟寺殿高覚妙悟大姉」이다. 어머니인 오자키노츠보네는 먼 지역으로 시집 간 딸의 이른 죽음에 매우 슬퍼했다고 한다.
게이초 9년 (1604년), 모리 테루모토는 스오국 야마구치에 존재했던 린자이슈켄닌지파의 사원인 신뇨지를 하기성 안으로 옮겨, 츠와노노츠보네의 보리사로 삼고, 츠와노노츠보네의 법명에서 따와 절 이름을 신뇨잔묘고지(真如山妙悟寺)로 바꾸었다.

### 내용주
1. ↑  츠와노노츠보네가 사망하기 4개월 전인 겐키 2년 (1571년) 6월 14일에는 츠와노노츠보네의 할아버지이자 오자키노츠보네의 시아버지인 모리 모토나리도 사망했다.

### 참조주
1. 1 2 3 4 5 6  근세보쵸제가계도총람(近世防長諸家系図綜覧) 1966, 9쪽.
2. 1 2 3 4  근세보쵸제가계도총람(近世防長諸家系図綜覧) 1966, 91쪽.
3. 1 2 3 4  미츠나리 쥰지 2016, 11쪽.
4. 1 2  미츠나리 쥰지 2016, 12–13쪽.
5. 1 2  미츠나리 쥰지 2016, 12쪽.
6. ↑  하기시 불교회・하기시 불교문화연구회 1999, 164쪽.

## 참고문헌
- 보쵸신문사 야마구치지사편, 미사카 케이지 감수 (1966년 3월). 《근세보쵸제가계도총람(近世防長諸家系図綜覧)》. 보쵸신문사. OCLC 703821998.
- 하기시 불교회・하기시 불교문화연구회 (1999년 4월). 《조카마치 하기의 절과 인물 하기시 사원 명감ㆍ신판(城下町萩の寺と人物 萩市寺院名鑑・新版)》.
- 미츠나리 쥰지 (2016년 5월). 《毛利輝元 西国の儀任せ置かるの由候》. 미네르바 일본평전선. 미네르바 서방. ISBN 462307689X.

## 같이 보기
- 요시다코오리야마성